# Ars-en-Ré
Ars-en-Ré település Franciaországban, Charente-Maritime megyében. Lakosainak száma 1306 fő (2022. január 1.). Ars-en-Ré La Couarde-sur-Mer, Loix és Saint-Clément-des-Baleines községekkel határos.

## Népesség
A település népességének változása:
| Lakosok száma | 915  | 1023 | 1165 | 1312 | 1280 | 1318 | 1307 | 1302 | 1302 | 1306 |
|               | 1968 | 1982 | 1990 | 2006 | 2013 | 2015 | 2017 | 2019 | 2020 | 2022 |